# فلورانس آرتو
فلورانس آرتو (فرانسوی: Florence Arthaud‎) یک قایقران آب‌های آزاد اهل فرانسه بود
فلورانس آرتو در فرانسه به نام «نامزد اطلس» شهرت داشت. وی تا کنون افتخارات متعددی را در مسابقات قایقرانی در آب‌های آزاد کسب کرده بود.

## مرگ
در ۹ مارس ۲۰۱۵ در اثر سقوط بالگرد در آرژانتین که هنگام فیلمبرداری یک نمایش تلویزیونی روی داد کشته شد.